# Lijst van vliegdekschipklassen van de United States Navy
Dit is een lijst met alle klassen vliegdekschepen, lichte vliegdekschepen en escorte vliegdekschepen die dienst hebben gedaan bij de United States Navy.

## Vliegdekschepen
Voor 1975 waren er een aantal vliegdekschipaanduidingen:
- CV (vlootvliegdekschip)
- CVL (licht vliegdekschip)
- CVS (anti-onderzeeërvliegdekschip)
- CVB (groot vliegdekschip)
- CVA (nucleaire (alleen CVA-58) of aanvalsvliegdekschip)
- CVAN (kernaangedreven vliegdekschip).

Na 1975 werden alle overgebleven vliegdekschepen aangeduid met:
- CV (multi-mission vliegdekschepen)
- CVN (multi-mission, kernaangedreven vliegdekschepen)

| Aanduiding | Klasse          | Schepen | Actief       | Omschrijving | Hoofdschip |
| ---------- | --------------- | ------- | ------------ | --- | ---------- |
| CV-1       | Langley         | 1       | 1922 - 1936  | Omgebouwd van USS Jupiter (AC-3). Experimenteel schip, diende van 1925-36 als een vliegdekschip waarna omgebouwd tot watervliegtuig tender en kreeg toen boegaanduiding AV-3. |            |
| CV-2       | Lexington       | 2       | 1928 - 1946  | De Lexingtonklasse vliegdekschepen waren de eerste operationele vliegdekschepen bij de US Navy (USS Langley was een strikt experimenteel schip dat maar kort diende als vliegdekschip, voordat het werd omgebouwd tot vliegtuigtender AV-3). De schepen waren bedoeld als slagkruisers, maar werden tijdens de bouw tot vliegdekschep omgebouwd. |            |
| CV-4       | Ranger          | 1       | 1934 - 1946  | Eerste US Navy vliegdekschip dat ook als dusdanig was bedoeld. Operaties met de Ranger vs. Lexington en Saratoga toonden al snel aan dat grote vliegdekschepen veel effectiever waren dan kleine. |            |
| CV-5       | Yorktown        | 3       | 1937 - 1945  | Zeer geavanceerde schepen, voor die tijd. Hornet werd gebouwd na Wasp om vliegdekschepen te hebben terwijl de Essex plannen werden afgerond. Aan het einde van september 1942 lagen zowel de Yorktown als de Hornet op de bodem van de Pacific; Enterprise (CV-6), de wees van de klasse, werd een van de bekendste vleigdekschepen van de Tweede Wereldoorlog. |            |
| CV-7       | Wasp            | 1       | 1940 - 1942  | Gemodificeerde Yorktownklasse, gebouwd met 3.000 ton minder, om onder het Washington Naval Treaty te blijven vallen. Dit was ver beneden voldoening, maar ze deed het goed tot haar zinking eind 1942. |            |
| CV-9       | Essex           | 25      | 1943 - 1976  | Deze klasse leverde de grootste klasse van zware oorlogsschepen, met 25 gebouwde exemplaren. Hoewel er eerst 32 waren besteld, werden er al zes geannuleerd voor de bouw begon en twee werden er geannuleerd toen de bouw al begonnen was. (16 schepen van de CV-14 Ticonderogaklasse worden of als aparte klasse of als "Long hull" groep van de Essexklasse, afhankelijk van de bron). Een aantal van deze schepen deed nog dienst tot midden jaren 70 als lichte anti-onderzeeër vliegdekschepen, en soms als Boxer-klasse amfibische aanvalsschepen. |            |
| CVL-22     | Independence    | 9       | 1943 - 1970  | Eerste van twee klassen lichte vlootvliegdekschepen, al kunnen de Ranger en Wasp ook beschouwd worden als lichte vliegdekschepen. Deze klasse was het resultaat van President Franklin D. Roosevelts interesse in scheepsbouwplannen van de Navy. In augustus 1941, aan de vooravond van de oorlog, merkte hij op dat er geen nieuwe vloot vliegdekschepen zouden komen vóór 1944, en stelde voor om een aantal van de vele kruisers in aanbouw om te bouwen tot vliegdekschip.                                                                          |            |
| CV-41      | Midway          | 3       | 1945 - 1992  | Deze klasse was een van de langst levende vliegdekschipontwerpen in de geschiedenis. Het eerste schip van de klasse, USS Midway, werd in 1945 in dienst genomen, en werd niet eerder uit dienst genomen dan 1992, kort nadat het nog in actie was geweest in de Golfoorlog. Zes waren gepland; drie werden gebouwd. |            |
| CVL-48     | Saipan          | 2       | 1946 - 1970  | gebouwd op gemodificeerde Baltimoreklasse kruiser rompen. Deze schepen waren te laat klaar om nuttig te zijn als vliegdekschip, omdat de vliegtuigtechnologie de krappe vliegdekken inhaalden. Beiden werden omgebouwd tot command-and-control schepen midden jaren 50, Saipan werd USS Arlington (AGMR-2) en Wright naar CC-2. |            |
| CVA-58     | United States   | 1       |              | Deze klasse werd nooit in dienst gesteld. |            |
| CV-59      | Forrestal       | 4       | 1955 - 1998  | De Forrestalklasse was de eerste klasse van supercarriers, zo genoemd om het toen zeer hoge tonnage van (75.000, 25% groter dan de Midwayklasse volledige integratie van het hoekdek (Forrestal en Saratoga waren neergelegd als axiale vliegdekschepen, maar omgebouwd tijdens de constructie; |            |
| CV-63      | Kitty Hawk      | 3       | 1961 - heden | Soms "Verbeterde Forrestalklasse". Soms genoteerd als vierschips klasse, met de USS John F. Kennedy (zie onder) als lid. De grootste verschillen met de Forrestals zijn grotere lengte, en andere plaatsing van de liften; twee zitten er voor het eiland, met een derde aan stuurboordzijde achtersteven. De verplaatsing van #4 lift van voor het hoekdek, naar achter het hoekdek maakte hem nuttig voor om vliegtuigen te verplaatsen, daar de lift voor het hoekdek in de weg zat van landende vliegtuigen en #3 en #4 katapult.                    |            |
| CVN-65     | Enterprise      | 1       | 1965 - heden | Eerste kernaangedreven vliegdekschip, met 8 A2W reactors. Vergrote met kernenergie aangedreven Kitty Hawk-klasse, geleverd zonder bewapening als kostenbesparing. Een tweede schip werd geannuleerd door gebrek aan geld, en opnieuw besteld als de conventioneel aangedreven Kitty Hawk-klasse USS America (CV-66) |            |
| CV-67      | John F. Kennedy | 1       | 1968 - 2007  | Laatste olie-aangedreven vliegdekschip, soms meegenomen als Kitty Hawk-klasse schip. Neergelegd als met kernenergie aangedreven schip met vier A3W reactors, omgebouwd tot conventionele voortstuwing tijdens de bouw. |            |
| CVN-68     | Nimitz          | 10      | 1975 - heden | De Nimitzklasse supercarriers zijn een lijn van met kernenergie aangedreven vliegdekschepen in dienst bij de US Navy met twee A4W reactors, en zijn de grootste oorlogsschepen ter wereld. Deze tien schepen werden genummerd vanaf CVN 68. Tien schepen zullen in de klasse zitten in 2008. |            |
| CVN-78     | Gerald R. Ford  | 4       | (2015)       | Het US Navy CVN-21-programma is de nieuwste generatie supercarriers voor de US Navy. Vier schepen zijn gebouwd, CVN-78, -79, -80 en -81. |            |

## Escortevliegdekschepen
Veel escortevliegdekschepen werden ge-lend-leased aan het Verenigd Koninkrijk, dus deze lijst specificeert hoeveel van elk type bij de US Navy in gebruik is geweest.
| Aanduiding | Klasse           | Schepen | Omschrijving | Hoofdschip |
| ---------- | ---------------- | ------- | --- | ---------- |
| CVE-1      | Long Island      | 2       | 1 in US Navy-dienst (USS Long Island), en HMS Archer. |            |
| CVE-9      | Bogue            | 45      | 11 in US Navy-dienst. In Britse dienst als HMS Attacker-klasse (eerste serie) en HMS Ameerklasse (tweede serie). |            |
| CVE-26     | Sangamon         | 4       | Allemaal in US Navy-dienst. |            |
| CVE-30     | Charger          | 4       | 1 (USS Charger) hoofdzakelijk in US Navy-dienst, 3 in Britse dienst als Avengerklasse. |            |
| CVE-55     | Casablanca       | 50      | Allemaal in US Navy-dienst. Het was eigenlijk de bedoeling de helft van deze schepen naar het Verenigd Koninkrijk te sturen als lend-lease, maar de tweede serie Bogues werd in plaats daarvan gestuurd.                                                                   |            |
| CVE-105    | Commencement Bay | 19      | Allemaal in US Navy-dienst. Bevat twee schepen die werden geaccepteerd, maar niet in dienst werden gesteld en terzijde lagen gedurende vele jaren na de oorlog. Vier schepen meer werden geannuleerd en gesloopt op de hellingen aan het einde van de Tweede Wereldoorlog. |            |